# Алістер
Алістер (Alisterus) — рід птахів родини папугових.

## Поширення
Живуть в Новій Гвінеї,  Австралії і на деяких островах  Індонезії.

## Спосіб життя
Це дуже рухливі, спритні і красиві папуги. Люблять літати, добре і вправно лазять по деревах.

## Класифікація
Рід включає 3 види і декілька підвидів::
- Алістер молуцький (Alisterus amboinensis)
- Алістер жовтоплечий (Alisterus chloropterus)
- Алістер королівський (Alisterus scapularis)